# Campionati oceaniani di badminton 2004
I Campionati oceaniani di badminton 2004 si sono svolti ad Waitakere, in Nuova Zelanda, dal 20 al 25 aprile 2004. È stata la 4ª edizione del torneo, organizzato dalla Badminton Oceania.

## Podi
| Evento              | Oro                                    | Argento                            | Bronzo                          |
| Singolare maschile  | Lenny Tjoe                             | Geoffrey Bellingham                | Stuart Brehaut                  |
| Singolare maschile  | Lenny Tjoe                             | Geoffrey Bellingham                | John Moody                      |
| Singolare femminile | Lenny Permana                          | Rebecca Gordon                     | Kellie Lucas                    |
| Singolare femminile | Lenny Permana                          | Rebecca Gordon                     | Rachel Hindley                  |
| Doppio maschile     | John Gordon / Daniel Shirley           | Geoffrey Bellingham / Craig Cooper | Stuart Brehaut Travis Denney    |
| Doppio maschile     | John Gordon / Daniel Shirley           | Geoffrey Bellingham / Craig Cooper | Boyd Cooper Hung Pham           |
| Doppio femminile    | Sara Runesten-Petersen / Nicole Gordon | Kate Wilson-Smith / Jane Crabtree  | Kellie Lucas Tania Luiz         |
| Doppio femminile    | Sara Runesten-Petersen / Nicole Gordon | Kate Wilson-Smith / Jane Crabtree  | Donna Cranston Kimberly Windsor |
| Doppio misto        | Daniel Shirley Sara Runesten-Petersen  | Travis Denney Kate Wilson-Smith    | Stuart Brehaut Tania Luiz       |
| Doppio misto        | Daniel Shirley Sara Runesten-Petersen  | Travis Denney Kate Wilson-Smith    | Boyd Cooper Kellie Lucas        |
| Squadra maschile    | Nuova Zelanda                          | Australia                          | Non assegnato                   |

## Medagliere
| Pos.   | Paese         | Oro | Argento | Bronzo | Totale |
| ------ | ------------- | --- | ------- | ------ | ------ |
| 1      | Nuova Zelanda | 4   | 3       | 3      | 10     |
| 2      | Australia     | 2   | 3       | 7      | 12     |
| Totale | Totale        | 6   | 6       | 11     | 23     |